# Bartoszówek

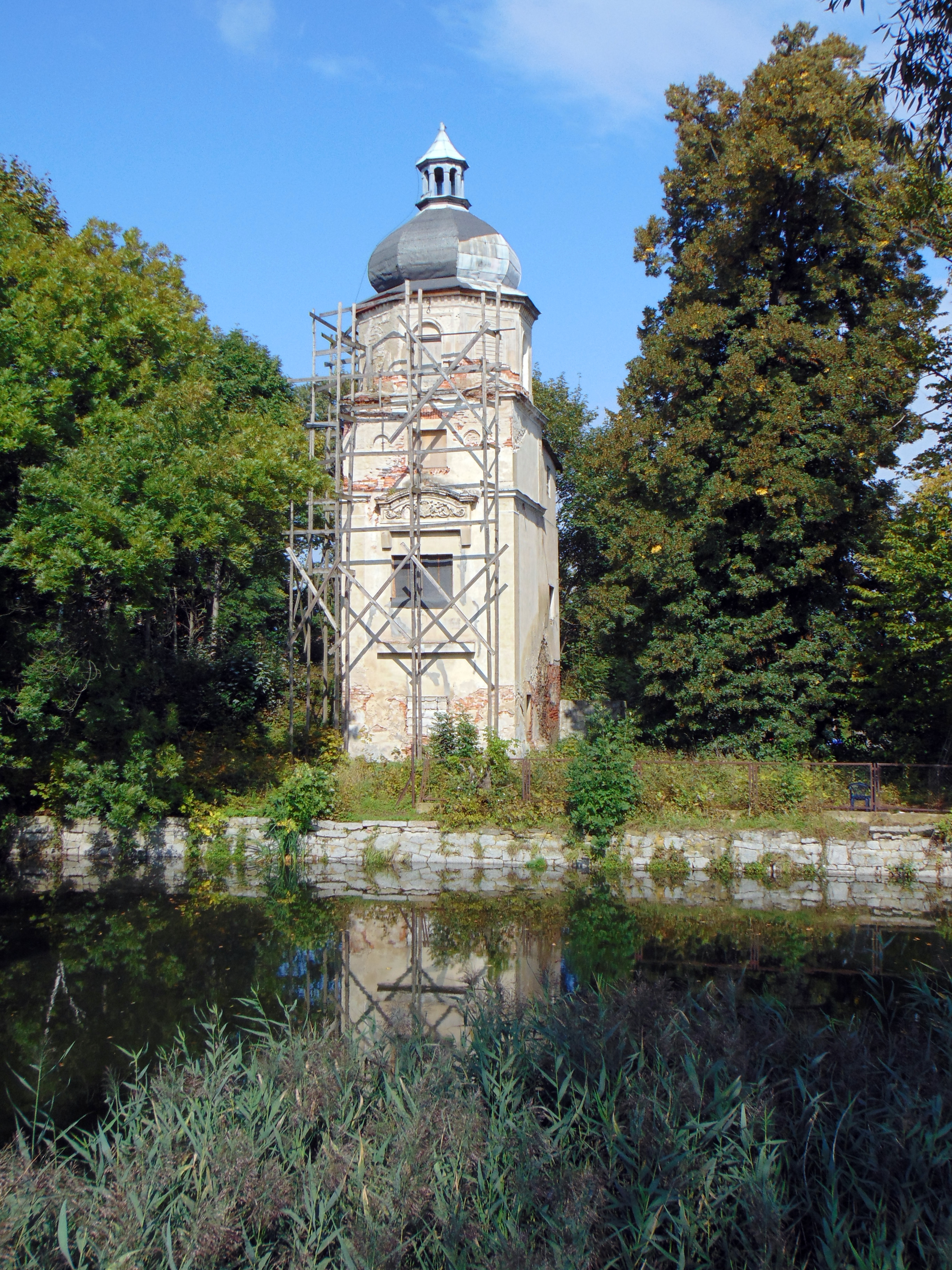
Der Schlossturm des nicht mehr existenten Palastes aus dem 17. Jahrhundert

Bartoszówek (deutsch: Barzdorf) ist ein Ort in der Stadt- und Landgemeinde Strzegom (Striegau) im Powiat Świdnicki der Woiwodschaft Niederschlesien in Polen.
Nachbarorte von Bartoszówek sind Goczałków Górny (Kohlhöhe) im Westen, Lusina (Lüssen) im Norden, Strzegom (Striegau) im Südwesten, Jaroszów (Järischau) im Südosten.

## Geschichte
Die Ersterwähnung erfolgte 1311 als „Parcianstorph“. Es gehörte zum Herzogtum Schweidnitz, das nach dem Tod des Herzogs Bolko II. 1368 erbrechtlich an Böhmen fiel. Nach dem Ersten Schlesischen Krieg fiel Barzdorf mit dem größten Teil Schlesiens 1741/42 an Preußen. Grundherr war 1845 Karl Praetorius Freiherr von Richthofen. Damals zählte das Dorf 46 Häuser, ein herrschaftliches Schloss, ein Vorwerk, 278 Einwohner (14 katholisch und der Rest evangelisch), evangelische Kirche zu Striegau, katholische Kirche zu Lüssen, eine 1750 gegründete evangelische Schule mit einem Lehrer und einer Nebenschule in Oberstreit unter der Kollatur der Grundherrschaft, eine Windmühle, ein Gasthaus mit einer Brennerei und fünf Handwerker. Bis 1932 gehörte Barzdorf zum Landkreis Striegau. Anschließend wurde es dem Landkreis Schweidnitz eingegliedert.
Als Folge des Zweiten Weltkriegs fiel Barzdorff 1945 mit dem größten Teil Schlesiens an Polen. Nachfolgend wurde es in Bartoszówek umbenannt. Die einheimische deutsche Bevölkerung wurde, soweit sie nicht vorher geflohen war, weitgehend vertrieben. Die neu angesiedelten Bewohner waren teilweise Zwangsumgesiedelte aus Ostpolen, das an die Sowjetunion gefallen war. Von 1975 bis 1998 gehörte Bartoszówek zur Woiwodschaft Wałbrzych und darauf seit 1998 zur heutigen Woiwodschaft Niederschlesien.

## Sehenswürdigkeiten
- Vom früheren Schloss Barzdorf hat sich ein Turm und ein Landschaftspark erhalten.[2]

## Persönlichkeiten
- Wilhelm Diprand von Richthofen (1732–1808), preußischer Landrat
- Manfred von Richthofen (1855–1939), deutscher General der Kavallerie
- Wolfram von Richthofen (1856–1922), deutscher Großagrarier und Politiker
- Wolfram von Richthofen (1895–1945), deutscher Generalfeldmarschall